# Бездудный, Юрий Васильевич
Юрий Васильевич Бездудный (род. 1 мая 1969, Брянская область) — российский государственный деятель. Губернатор Ненецкого автономного округа с 13 сентября 2020 по 18 марта 2025 года (врио 2 апреля — 13 сентября 2020). Секретарь Ненецкого регионального отделения партии «Единая Россия» с 8 февраля 2022 по май 2025 года (и. о. 3 декабря 2021 — 8 февраля 2022).

## Биография
Родился 1 мая 1969 года в посёлке Софиевка Брянской области. В 1991 году окончил Орловское высшее военное командное училище связи имени М. И. Калинина, в 2001 году — Орловскую региональную академию государственной службы, впоследствии — Московский психолого-социальный институт. Имеет диплом магистра делового администрирования.
С 1987 года находился на службе в органах государственной безопасности СССР и России.
В 2007 году назначен заместителем главы Брянской городской администрации. С 2013 по 2014 год являлся вице-президентом ООО «Интерактивный банк», затем занимал должность заместителя главы администрации Одинцовского района Московской области, а с 18 марта 2019 года — заместителя губернатора Ненецкого автономного округа Александра Цыбульского. В сферу его ответственности входили деятельность аппарата администрации округа, а также департамента природных ресурсов, экологии и агропромышленного комплекса, департамента цифрового развития, связи и массовых коммуникаций, департамента строительства, жилищно-коммунального хозяйства, энергетики и транспорта. Кроме того — реализация национальных проектов в округе.

### Глава Ненецкого автономного округа
2 апреля 2020 года указом Президента России Путина Бездудный назначен временно исполняющим обязанности губернатора НАО на период до проведения выборов ввиду перевода занимавшего эту должность Александра Цыбульского на руководство Архангельской областью.
13 мая 2020 года врио НАО и Архангельской области подписали меморандум «О намерении образования нового субъекта РФ путём объединения Архангельской области и Ненецкого автономного округа». Заявлялось, что объединение региона-«матрёшки» (НАО как независимый субъект федерации одновременно входит в состав Архангельской области) позволит снизить административные расходы, подстраховать НАО от падения нефтегазовых доходов и равномернее распределить бюджетные расходы (в Архангельской области проживают свыше 1,1 миллиона человек, в НАО — 44 тысячи). 26 мая Бездудный заявил, что документ не запускает автоматически процесс слияния двух регионов и что ввиду начавшихся протестов необходимо более тщательно изучить создавшееся положение. Вместо политического объединения была анонсирована разработка совместной программы экономического развития регионов при содействии Минэкономразвития.
16 июня 2020 года генеральный совет партии «Единая Россия» объявил, что поддержит кандидатуру Юрия Бездудного на выборах губернатора Ненецкого автономного округа, намеченных на единый день голосования 13 сентября 2020 года.
2 июля 2020 года Бездудный объяснил итоги всероссийского голосования по поправкам к Конституции в НАО, который стал единственным регионом, выступившим против (55,25 %) негативной реакцией избирателей на планы объединения с Архангельской областью.
6 июля 2020 года Бездудный поручил собрать рабочую группу по вопросу содержания нового договора о взаимодействии при осуществлении государственных полномочий между Ненецким автономным округом и Архангельской областью. Действующий договор истекает 31 декабря 2022 года.
8 июля 2020 года объявил вопрос объединения с Архангельской областью закрытым.
13 сентября 2020 года на очередной сессии депутатов парламента Ненецкого автономного округа Юрий Бездудный был избран губернатором региона 14 голосами из 16 сроком на 5 лет.
14 сентября назначил новым сенатором от исполнительного органа государственной власти округа председателя горсовета Нарьян-Мара Дениса Гусева.
18 марта 2025 года Бездудный объявил об отставке ввиду перехода на другую работу, и в тот же день указом президента России был освобождён от должности.

## Санкции
24 февраля 2023 года США включили Бездудного в санкционный список лиц причастных к «осуществлению российских операций и агрессии в отношении Украины, а также к незаконному управлению оккупированными украинскими территориями в интересах РФ», в частности за «призыв граждан на войну в Украине».
1 апреля 2023 года внесён в санкционный список Украины как «глава государственного органа, осуществлявший поддержку/поощрение/публичное одобрение политики РФ, направленной на проведение военных действия и геноцид гражданского населения в Украине».